# Lutjanus quinquelineatus
Lutjanus quinquelineatus es una especie de peces de la familia Lutjanidae en el orden de los Perciformes.

## Morfología
Los machos pueden llegar alcanzar los 38 cm de longitud total.

## Alimentación
Come peces y crustáceos.

## Hábitat
Es un pez de mar de clima tropical y asociado a los  arrecifes de coral que vive entre 2-40 m de profundidad.

## Distribución geográfica
Se encuentra desde el Golfo Pérsico y el Golfo de Omán hasta Fiyi y el sur del Japón.